# Глінка Микола Леонідович
Микола Леонідович Глінка (20 травня 1882 — 22 вересня 1965 року — російський радянський хімік, доктор педагогічних наук, Заслужений діяч науки РРФСР.

## Біографія
Микола Леонідович Глінка, нащадок давнього дворянського роду польського походження, народився 7 (20) травня 1882 року в селі Ковшири Поречського повіту Смоленської губернії в родині земського діяча, підпоручника Леоніда Олексійовича Глінки.
У 1893—1900 роках Микола Глінка навчався в Смоленській Олександрівській гімназії, В 1900—1902 роках — на природничому відділенні фізико-математичного факультету Московського університету, однак 19 травня 1902 року був виключений з університету як учасник політичного виступу студентів і ув'язнений на 3 місяці у в'язницю. Виїхавши до Німеччини, Микола вступив до Геттінгенського університету, де в 1905 році отримав початковий вчений ступінь з хімії. У тому ж році він був відновлений в МДУ і закінчивши його в 1908 році з дипломом I ступеня, був залишений на кафедрі хімії.
У 1911 році пішов з університету разом зі своїм керівником Н. Д. Зелінським і з третиною викладачів, які подали у відставку на знак протесту проти свавілля міністра народної освіти Л. А. Кассо.
У 1912—1924 роках Н. Л. Глінка вчителював у Подольську в реальному училищі, де організував хімічну лабораторію, розробляв і застосовував нові методики навчання хімії в школі. У 1918 році училище було перетворено в школу (нині Муніципальне загальноосвітній заклад «Ліцей № 1» Подільська), Н. Л. Глінка став її директором.
У 1924—1929 роках Н. Л. Глінка веде заняття з хімії та фізики в рабфаках і школах Москви, в тому числі у середній школі № 110, бере участь у роботі навчально-методичної ради по хімії Наркомосу. З 1929 року викладає у вузах Москви, в тому числі у Всесоюзному заочному інституті технічної освіти (згодом ВЗПИ), Московському обласному педагогічному інституті. З 1930 року і до кінця життя працював професором, завідувачем кафедрою загальної і неорганічної хімії ВЗПИ. У передмові до першого видання «Загальної хімії» 1940 року названий професором Московського технологічного інституту легкої промисловості.
У 1935 році Глінці було присвоєно вчене звання професора, у червні 1947 року він захистив дисертацію на здобуття наукового ступеня доктора педагогічних наук. У 1957 році йому присвоєно звання Заслуженого діяча науки РРФСР. Помер 22 вересня 1965 року, похований у Москві.

## Наукова та педагогічна діяльність
У 1910 році М. Л. Глінка виконав переклад практикуму німецького професора хімії Кневенагеля (Emil Knoevenagel) «Praktikum des anorganischen Chemikers», який в 1911 році був виданий під назвою «Керівництво до практичних занять по кількісному аналізу і неорганічної хімії». Під час роботи в МДУ вів наукові дослідження в галузі органічного каталізу спільно з М. Д. Зелінським.
Докторська дисертація Н. Л. Глінки була присвячена методиці викладання хімії, принципами побудови підручника хімії для нехімічних вузів. У той час це була перша дисертація з педагогіки в цій галузі. До моменту захисту його підручник «Неорганічна хімія» для сільськогосподарських технікумів витримав уже три видання. Згодом він був перероблений в підручник для вузів, а потім ліг в основу найбільш відомого праці Н. Л. Глінки — навчального посібника «Загальна хімія», що доступно викладає складні питання сучасної хімії. Цей підручник з'явився в 1940 році, станом на 2008 рік він витримав 30 перевидань, вже під редакцією послідовників вченого. У 1947 році Микола Леонідович написав посібник «Завдання та вправи з загальної хімії», яке також витримало 26 перевидань. В даний час воно містить понад 800 завдань з усіх областей хімії.
Дві головні книги Глінки перекладені на мови народів СРСР, багато мов країн Європи, Азії, Африки загальним тиражем більше 5 мільйонів екземплярів. При цьому Микола Леонідович сам брав участь у роботі над перекладами. Дослідницька робота й великий досвід викладання дозволили йому створити класичний підручник, який є зразком методичного підходу до викладання природничих наук.

## Основні праці
- Глінка Н. Л. Неорганічна хімія. Посібник для вузів, 1931. — 460 с.
- Глінка Н. Л. Завдання та вправи з загальної хімії: навчальний посібник/ під ред. Ст. А. Рабиновича, Х. М. Рубіної. — М.:Інтеграл-Прес, 2008. — 240 с. — ISBN 5-89602-015-5.
- Глінка Н. Л. Загальна хімія: Підруч. посібник для вузів /Під ред. А. В. Єрмакова. — 30-е изд., испр. — М.: ІНТЕГРАЛ-ПРЕС, 2005. — 728 с.: іл. — ISBN 5-89602-017-1.